# Население Могилёвской области
Численность населения Могилёвской области составляет 1 052 877 человек (на 1 января 2019 года). По численности населения область занимает предпоследнее место в Республике Беларусь, незначительно опережая Гродненскую область. Могилёвская область — наиболее урбанизированная в Республике Беларусь: доля городского населения составляет 80,4%. В области расположено два крупных города — Могилёв (381 тыс. человек в 2018 году) является третьим по численности населения городом в Республике Беларусь после Минска и Гомеля, Бобруйск (218 тыс.) — седьмым.

## Динамика
Численность населения области в современных границах
| год       | 1939   | 1950   | 1955   | 1960   | 1965   | 1970   | 1975   | 1980   | 1985   | 1990   |
| --------- | ------ | ------ | ------ | ------ | ------ | ------ | ------ | ------ | ------ | ------ |
| население | 1396,6 | 1139,9 | 1133   | 1183,2 | 1204,3 | 1227,4 | 1236,5 | 1250,7 | 1264,9 | 1275,1 |
| год       | 1995   | 1996   | 1997   | 1998   | 1999   | 2000   | 2001   | 2002   | 2003   | 2004   |
| население | 1244,6 | 1238,2 | 1231,5 | 1222,1 | 1213,5 | 1206,5 | 1197,1 | 1186,3 | 1173,3 | 1160,2 |
| год       | 2005   | 2006   | 2007   | 2008   | 2009   | 2010   | 2011   | 2012   | 2013   | 2014   |
| население | 1147,3 | 1134,4 | 1123,6 | 1114,5 | 1106,3 | 1097,3 | 1088,1 | 1080,1 | 1076,4 | 1072,6 |
| год       | 2015   | 2016   | 2017   | 2018   | 2019   | 2020   | 2021   |        |        |        |
| население | 1070,8 | 1067,7 | 1064,3 | 1058,8 | 1052,9 | 1024,7 | 1014,8 |        |        |        |

## Городское и сельское население
На 1 января 2018 года доля городского населения в области — 80,4%, сельского — 19,6%.
| год                 | 1939  | 1950  | 1955  | 1960  | 1965  | 1970  | 1975  | 1980  | 1985  | 1990  |
| ------------------- | ----- | ----- | ----- | ----- | ----- | ----- | ----- | ----- | ----- | ----- |
| городское население | 22,7% | 21,7% | 28%   | 32,1% | 36,9% | 42,3% | 50,3% | 57,2% | 62,4% | 66,3% |
| год                 | 1995  | 1996  | 1997  | 1998  | 1999  | 2000  | 2001  | 2002  | 2003  | 2004  |
| городское население | 68,5% | 68,8% | 69,2% | 69,8% | 70,3% | 70,7% | 71,2% | 71,7% | 72,1% | 72,6% |
| год                 | 2005  | 2006  | 2007  | 2008  | 2009  | 2010  | 2011  | 2012  | 2013  | 2014  |
| городское население | 73,2% | 73,7% | 74,2% | 74,8% | 75,5% | 75,9% | 76,5% | 77,2% | 77,7% | 78,4% |
| год                 | 2015  | 2016  | 2017  | 2018  | 2019  |       |       |       |       |       |
| городское население | 79%   | 79,6% | 80%   | 80,4% | н/д   |       |       |       |       |       |

## Рождаемость и смертность
В 2017 году в области родилось 11 136 и умерло 14 394 человек. В пересчёте на 1000 человек рождаемость составила 10,5, смертность — 13,6 (средние показатели по Республике Беларусь — 10,8 и 12,6 соответственно). Самая высокая рождаемость наблюдалась в Могилёвском (13), Кличевском (12,9) и Белыничском районах (12,8), самая низкая — в Горецком районе (8,9). Самая высокая смертность была отмечена в Бобруйском районе (без Бобруйска; 31,5), самая низкая — в Могилёве (9,6).
| Коэффициенты рождаемости по области:                                                            |
| Графики недоступны из-за технических проблем. См. информацию на Фабрикаторе и на mediawiki.org. |

| Коэффициенты смертности по области:                                                             |
| Графики недоступны из-за технических проблем. См. информацию на Фабрикаторе и на mediawiki.org. |

## Национальный состав
| Народ         | Перепись 1926 | Перепись 1939 | Перепись 1959 | Перепись 1970 | Перепись 1979 | Перепись 1989 | Перепись 1999 | Перепись 2009 | Перепись 2019 |
| ------------- | ------------- | ------------- | ------------- | ------------- | ------------- | ------------- | ------------- | ------------- | ------------- |
| Белорусы      | 475 707       | 1 187 621     | 1 033 760     | 1 050 359     | 1 050 901     | 1 051 885     | 1 044 249     | 975 147       | 915 633       |
| Русские       | 10 473        | 86 647        | 90 398        | 120 504       | 138 643       | 166 007       | 132 075       | 86 256        | 62 232        |
| Украинцы      | 782           | 22 310        | 16 404        | 21 407        | 23 798        | 29 394        | 21 132        | 13 110        | 12 228        |
| Поляки        | 5615          | 14 122        | 3643          | 3145          | 3649          | 3661          | 2798          | 1773          | 2121          |
| Евреи         | 34 643        | 79 739        | 28 445        | 25 807        | 23 135        | 18 480        | 3532          | 1461          | 1183          |
| Армяне        | 2             | 467           | …             | 288           | 258           | 404           | 1171          | 937           | 977           |
| Татары        | 66            | 1314          | 369           | 548           | 696           | 1063          | 777           | 497           | 783           |
| Азербайджанцы | …             | 157           | …             | 139           | 334           | 860           | 926           | 596           | 568           |
| Грузины       | 7             | 394           | …             | 225           | 224           | 384           | 471           | 368           | 333           |
| Молдаване     | 3             | 113           | …             | 244           | 359           | 554           | 520           | 375           | 289           |
| Цыгане        | 264           | 1368          | …             | 1001          | 1268          | 1386          | 1079          | 730           | 279           |
| Немцы         | 246           | 626           | …             | 171           | 260           | 295           | 580           | 278           | 251           |
| Литовцы       | 623           | 1076          | …             | 497           | 475           | 643           | 366           | 273           | 200           |
| Всего         | 530 842       | 1 401 020     | 1 176 556     | 1 226 859     | 1 246 833     | 1 279 797     | 1 213 521     | 1 099 374     | 1 024 751     |

Расселение этнических групп в Могилёвской области по переписи 2009 года:

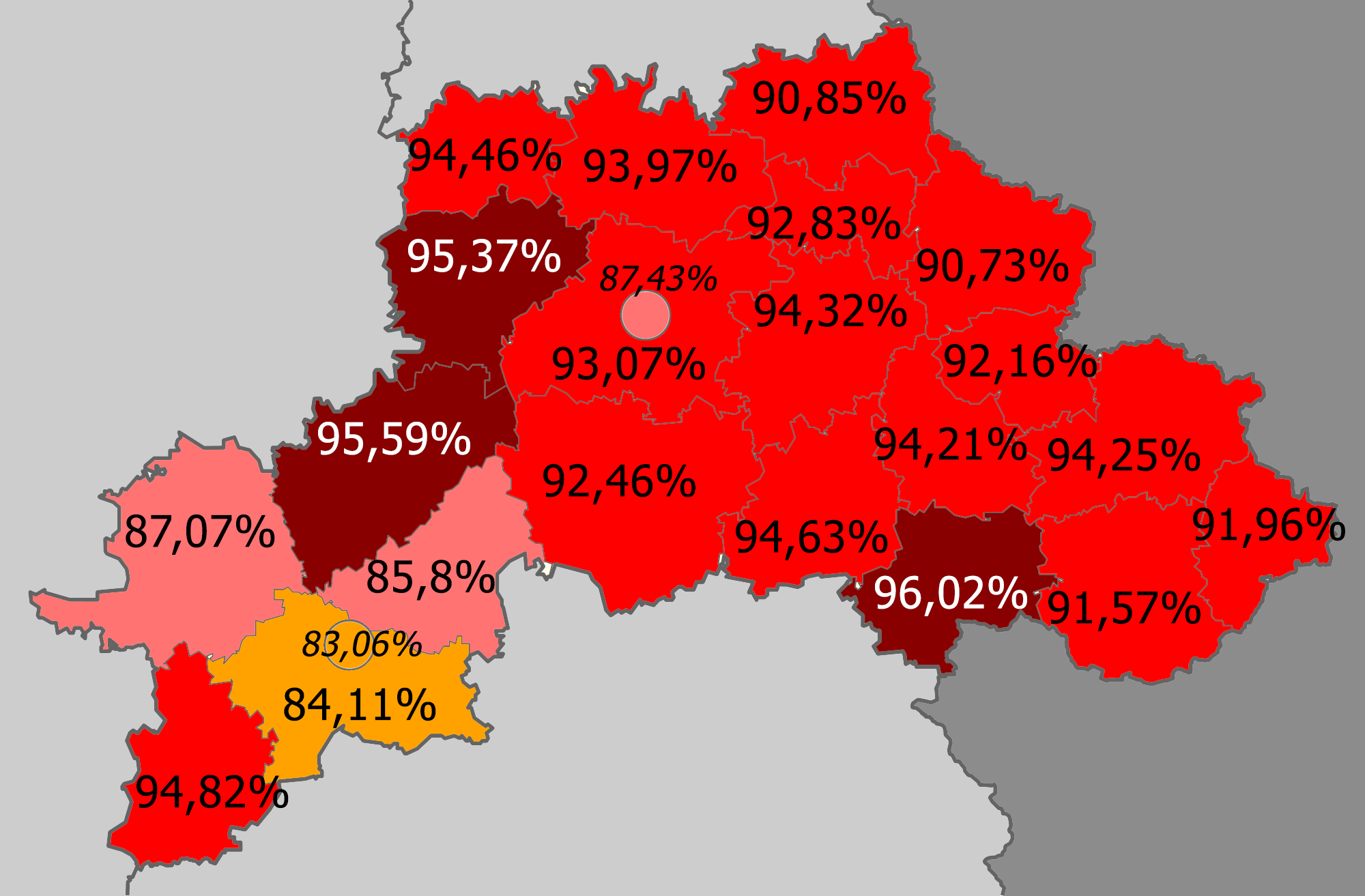
Доля белорусов по районам >95% 90–95% 85—90% <85%
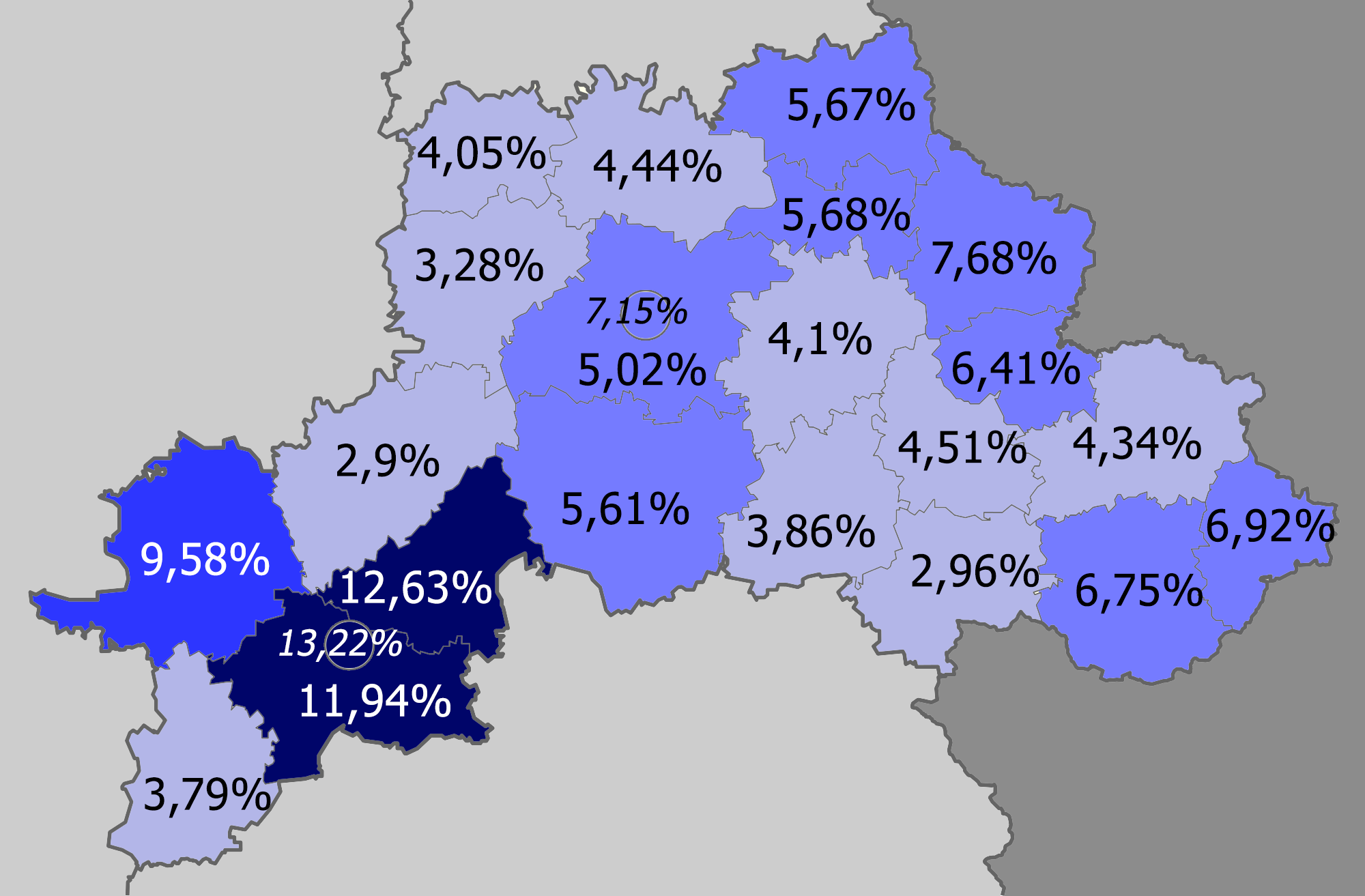
Доля русских по районам >10% 8–10% 5–8% <5%

## Языковой состав

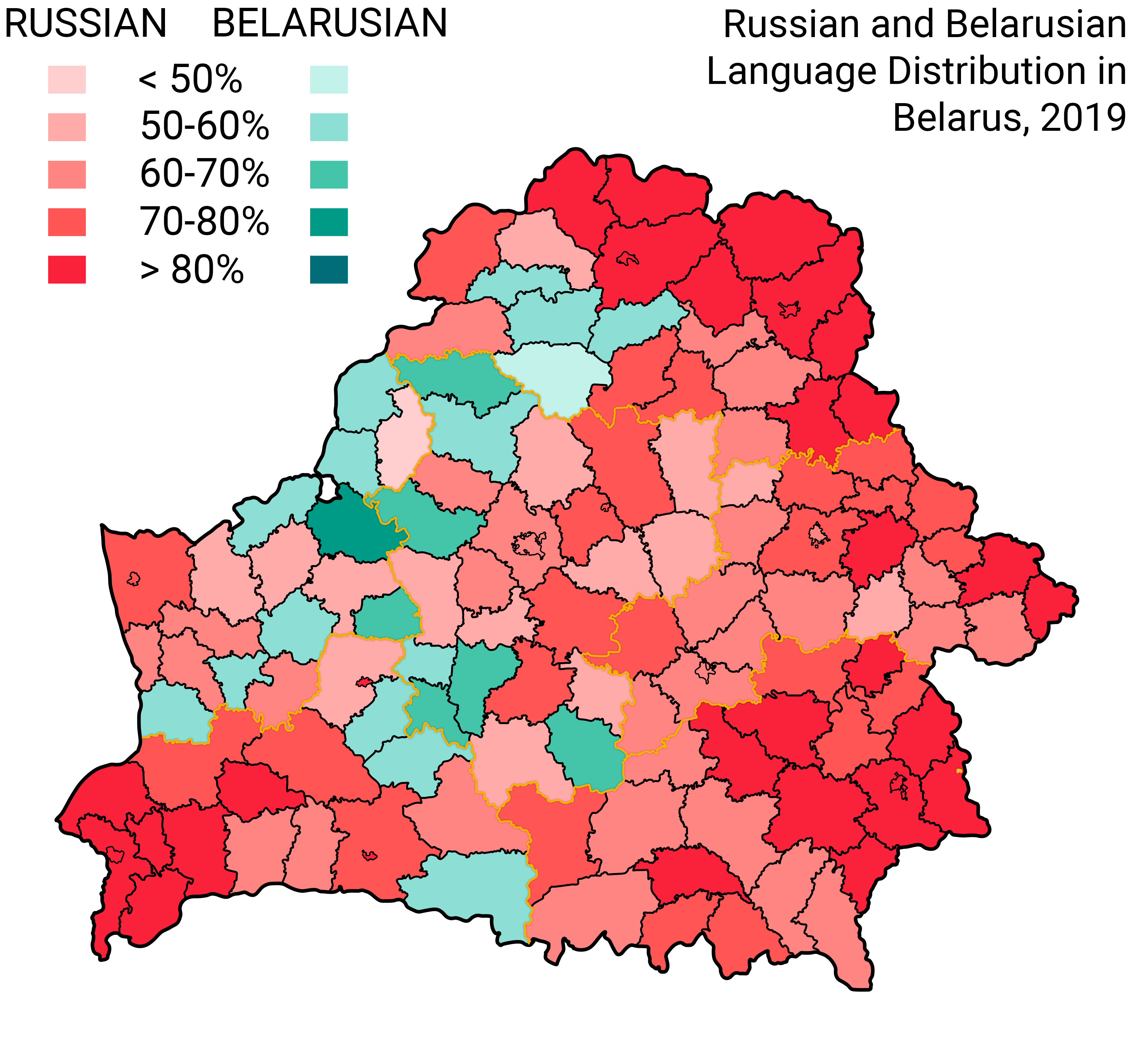
Языки домашнего общения в Беларуси по данным переписи 2019 года. Все районы Могилёвской области, а также города Могилёв и Бобруйск являлись преимущественно русскоязычными.

Родной язык населения Могилёвской области по данным переписей населения:
| Родной язык | 1999    | 1999    | 2009     | 2009     | 2019     | 2019     |
| Родной язык | человек | доля    | человек  | доля     | человек  | доля     |
| ----------- | ------- | ------- | -------- | -------- | -------- | -------- |
| Белорусский | 932 494 | 76,84 % | 605 511▼ | 55,08 %▼ | 472 426▼ | 46,10 %▼ |
| Русский     | 264 357 | 21,78 % | 460 758▲ | 41,91 %▲ | 477 725▲ | 46,62 %▲ |

Украинский язык является третьим по распространённости родным языком в регионе: по данным переписи 2009 года его таковым назвали 3 778 человек или 0,34 % населения Могилёвской области, по данным переписи 2019 года — 8 732 человека или 0,85 % населения Могилёвской области.
Между переписями 2009 и 2019 года доля сельского населения Могилёвской области, считающего белорусский язык родным, сократилась на 18,1 % (с 80,9 % до 62,8 %), считающих таковым русский — возросла на 14,6 % (с 17,9 % до 32,5 %). Доля городского населения Могилёвской области, считающего белорусский язык родным, сократилась на 5,1 % (с 46,8 % до 41,7 %), считающих таковым русский — возросла на 0,7 % (с 49,6 % до 50,3 %).
Язык домашнего общения населения Могилёвской области по данным переписей населения:
| Язык домашнего общения | 1999    | 1999    | 2009     | 2009     | 2019     | 2019     |
| Язык домашнего общения | человек | доля    | человек  | доля     | человек  | доля     |
| ---------------------- | ------- | ------- | -------- | -------- | -------- | -------- |
| Белорусский            | 367 604 | 30,29 % | 215 542▼ | 19,61 %▼ | 257 235▲ | 25,10 %▲ |
| Русский                | 841 737 | 69,36 % | 840 815▼ | 76,48 %▲ | 698 949▼ | 68,21 %▼ |

Между переписями 2009 и 2019 года доля сельского населения Могилёвской области, указавшего белорусский языком домашнего общения, сократилась на 15,4 % (с 49,8 % до 34,4 %), указавших таковым русский — возросла на 14,9 % (с 46,6 % до 61,5 %). Доля городского населения Могилёвской области, указавшего белорусский языком домашнего общения, возросла на 12,7 % (с 10,0 % до 22,7 %), указавших таковым русский — сократилась на 16,0 % (с 86,0 % до 70,0 %).
Согласно официальным данным, 64,4 % имеющих право голоса жителей Могилёвской области приняли участие в голосовании на референдуме 1995 года, из них 90,2 % поддержали придание русскому языку равного с белорусским статуса государственного языка.
Из-за проведения властями Беларуси политики русификации системы образования, в Могилёвской области, как и в стране в целом, наблюдается сокращение доли учеников, получающих общее среднее образование на белорусском языке. Динамика соотношения языков преподавания в дневных учреждениях общего среднего образования в Могилёвской области по данным Национального статистического комитета Республики Беларусь:
| Язык преподавания | Учебный год | Учебный год | Учебный год | Учебный год | Учебный год | Учебный год | Учебный год | Учебный год | Учебный год |
| Язык преподавания | 2010/11     | 2011/12     | 2012/13     | 2017/18     | 2018/19     | 2020/21     | 2021/22     | 2022/23     | 2023/24     |
| ----------------- | ----------- | ----------- | ----------- | ----------- | ----------- | ----------- | ----------- | ----------- | ----------- |
| Белорусский       | 16,9 %      | 16,8 %      | 14,8 %      | 10,3 %      | 9,8 %       | 8,35 %      | 8,77 %      | 7,65 %      | 7,08 %      |
| Русский           | 83,1 %      | 83,2 %      | 85,2 %      | 89,7 %      | 90,2 %      | 91,65 %     | 91,23 %     | 92,35 %     | 92,92 %     |

По данным Национального статистического комитета Республики Беларусь в 2024/25 году из 114 954 учащихся в дневных учреждениях общего среднего образования в Могилёвской области 7 588 (6,60 %) обучались на белорусском языке, в то время как 107 366 (93,40 %) — на русском.

## Женщины и мужчины
На 1 января 2018 года в области проживало 560,6 тыс. женщин (52,9%) и 498,2 тыс. мужчин (47,1%). На 1000 мужчин приходилось 1125 женщин. Доля женщин в общей численности населения ниже, чем в среднем по Республике Беларусь (53,4%, или 1147 женщин на 1000 мужчин). В городах и городских посёлках процент женщин в общей численности населения (53,2%, или 1138 к 1000) выше, чем в сельской местности (51,8%, или 1074 к 1000).

## Продолжительность жизни
Ожидаемая продолжительность жизни в области в 2018 году составила 73,3 года (68 лет у мужчин, 78,5 лет у женщин; 74,7 года среди городского населения, 68,3 среди сельского). Продолжительность жизни в Могилёвской области самая низкая в стране.

## Население по основным возрастным группам
На 1 января 2018 года в области проживало 185 397 человек в возрасте моложе трудоспособного (17,5%, среднее значение по стране — 17,7%), 600 829 человек в трудоспособном возрасте (56,8%, среднее по стране — 57,2%), 272 520 человек в возрасте старше трудоспособного (25,7%, среднее по стране — 25,1%).
| Численность населения по полу и возрасту (на 1 января 2018 года):                               |
| Графики недоступны из-за технических проблем. См. информацию на Фабрикаторе и на mediawiki.org. |

## Браки и разводы
В 2017 году в области было заключено 7503 брака и 3813 разводов. В пересчёте на 1000 человек число браков в области составило 7,1, разводов — 3,6 (средние показатели по республике — 7 и 3,4 соответственно). Уровень заключения браков и разводов в области самый высокий в стране после Минска (7,9 и 3,8 соответственно).

## Миграции
По данным Национального статистического комитета Республики Беларусь, в 2017 году миграционная убыль по области составила -2405 человек (-518 — международная, -1887 — межобластная). Чаще всего из области переезжали в Минск (4935 человек в 2017 году), а также Витебскую, Гомельскую и Минскую области (1731, 1568 и 1392 человека). Больше всего людей прибыло также из Минска (3446 человек в 2017 году), а также Гомельской и Витебской областей (1747 и 1630 человек); из остальных областей приехало от 290 до 1064 человек.